# Падение Сеяна
«Паде́ние Сея́на» (англ. Sejanus His Fall) — историческая трагедия с элементами сатиры английского драматурга Бена Джонсона о низвержении и казни честолюбивого Луция Элия Сеяна, временщика при римском императоре Тиберии.

## Постановки
Пьеса была впервые поставлена труппой «Слуги короля» в 1603 году. Участвовали Ричард Бёрбедж, Вильям Шекспир, Огастин Филлипс, Уильям Слай, Джон Лоуин, Джон Хеминг, Генри Конделл и Александр Кук. Сведений о том, каких персонажей они играли, не сохранилось. Исследователи обычно предполагают, что Сеяном был ведущий актёр труппы Бёрбедж, а Тиберием — Шекспир, что согласуется с приписываемыми тому ролями пожилых, солидных героев (Адам в «Как вам это понравится», Призрак в «Гамлете»), а также указанием современника, что Шекспиру не раз случалось исполнять «царственные роли». Примечательно, что в тексте пьесы упоминается облысение Тиберия; Шекспир, как известно по гравюре Друшаута и надгробной скульптуре, тоже имел лысину.
Премьерный спектакль в «Глобусе» стал хорошо задокументированным провалом. Зрители шикали, громко выражали неодобрение «утомительно скучной» пьесе; по шутливому замечанию Джонсона, его трагедия «потерпела от народа не меньше, чем её герой потерпел от народа римского».
Имеются скудные свидетельства, что пьеса игралась и позднее в XVII веке, но к его концу она полностью сошла со сцены. Для XVIII—XIX веков сведений о постановках нет.
В XX веке «Падение Сеяна» возродил английский актёр и театральный менеджер Уильям Пол, поставив один спектакль 12 февраля 1928 года. Актёру, игравшему благородного резонёра Аррунция, в постановке было придано портретное сходство с Беном Джонсоном.
В 2005 году трагедия с успехом ставилась Королевской шекспировской труппой. В роли Сеяна выступил Уильям Хьюстон.
17 мая 2021 года нью-йоркский театр «Красный бык» (Red Bull Theater) осуществил прямую трансляцию на YouTube «Падения Сеяна» с участием Дениса О’Хэра (Сеян), Лайлы Робинс (Тиберий), Кита Дэвида (Силий), Тамары Тюни (Сабин), Эмили Суоллоу (Ливия), Стивена Спинеллы (Эвдем) и других известных американских актёров.

## Публикации
Пьеса была впервые напечатана ин-кварто в 1605 году издателем Томасом Торпом с многочисленными примечаниями на полях, где автор ссылался на использованные им древние источники, и латинским эпиграфом из Марциала (книга X, эпиграмма № 4, стихи 9—10):

Non hic Centauros, non Gorgonas, Harpyiasque

        Invenies: Hominem pagina nostra sapit.

Здесь ты нигде не найдёшь ни Горгон, ни Кентавров, ни Гарпий,

        Нет, — человеком у нас каждый листок отдаёт.

В предисловии сообщается, что пьеса в том виде, как она шла на сцене, содержала части, написанные «другим пером» — неким соавтором, — но для публикации Джонсон заменил их новым, собственным текстом. Соавтором был, вероятно, ценимый Джонсоном знаток античности Джордж Чапмен либо Шекспир.
Следующая публикация — в первом фолио Джонсона (1616), с посвятительным посланием лорду д’Обиньи.
На русском языке трагедия издана в 1931 году в переводе Ивана Аксёнова.